# Wisteria brachybotrys
Wisteria brakybotrys Siebold & Zucc., 1839 è una pianta rampicante della famiglia delle Fabacee.

## Etimologia
L'epiteto specifico 'brachybotrys' in greco significa “a fiore corto”, infatti le infiorescenze hanno una lunghezza ridotta e sono più tozzi che nelle altre specie.

## Descrizione
Specie dalla crescita contenuta rispetto al glicine comune e con fioritura generosa.
I racemi di questa specie sono lunghi 15/20 cm, ma con i singoli fiori molto grandi e la fioritura è copiosa.

## Distribuzione e habitat
La specie è originaria di Cina e Giappone.

## Varietà

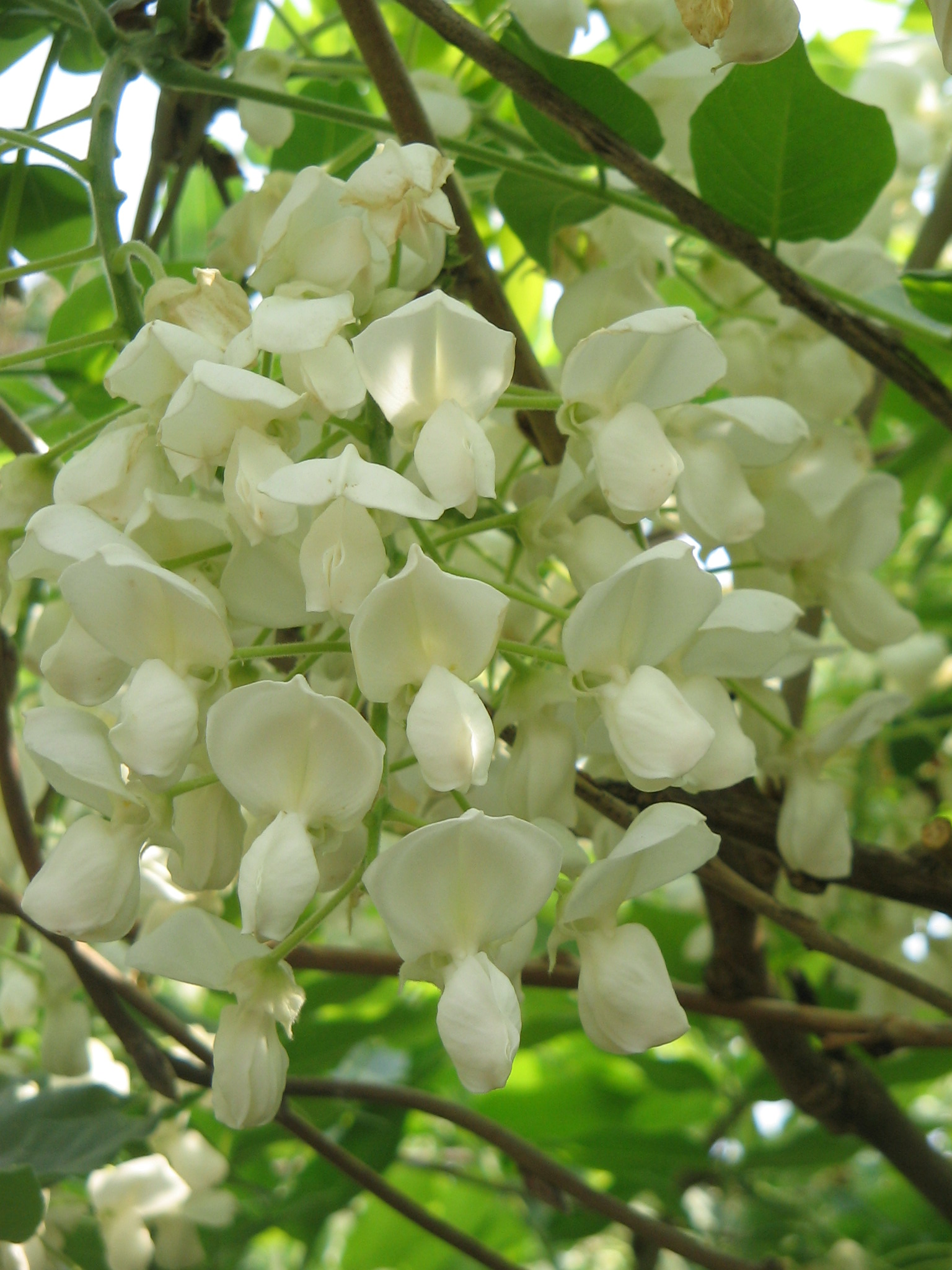
Wisteria brachybotrys

- Wisteria brachybotrys Shiro Kapitan Fuji: varietà bianca con fiori profumatissimi, bianco puro, con racemi di forma tozza.

Nel 1913 fu presentata al Chelsea Flower Show, riscuotendo successo proprio per le caratteristiche della specie.
I sinonimi di Wisteria brachybotrys ‘Shiro Kapitan Fuji’ sono: W. brachybotrys ‘Alba, W. ‘Shirobana Yama Fuji’, W. Venusta, W. venusta ‘Shiro Kapitan’.

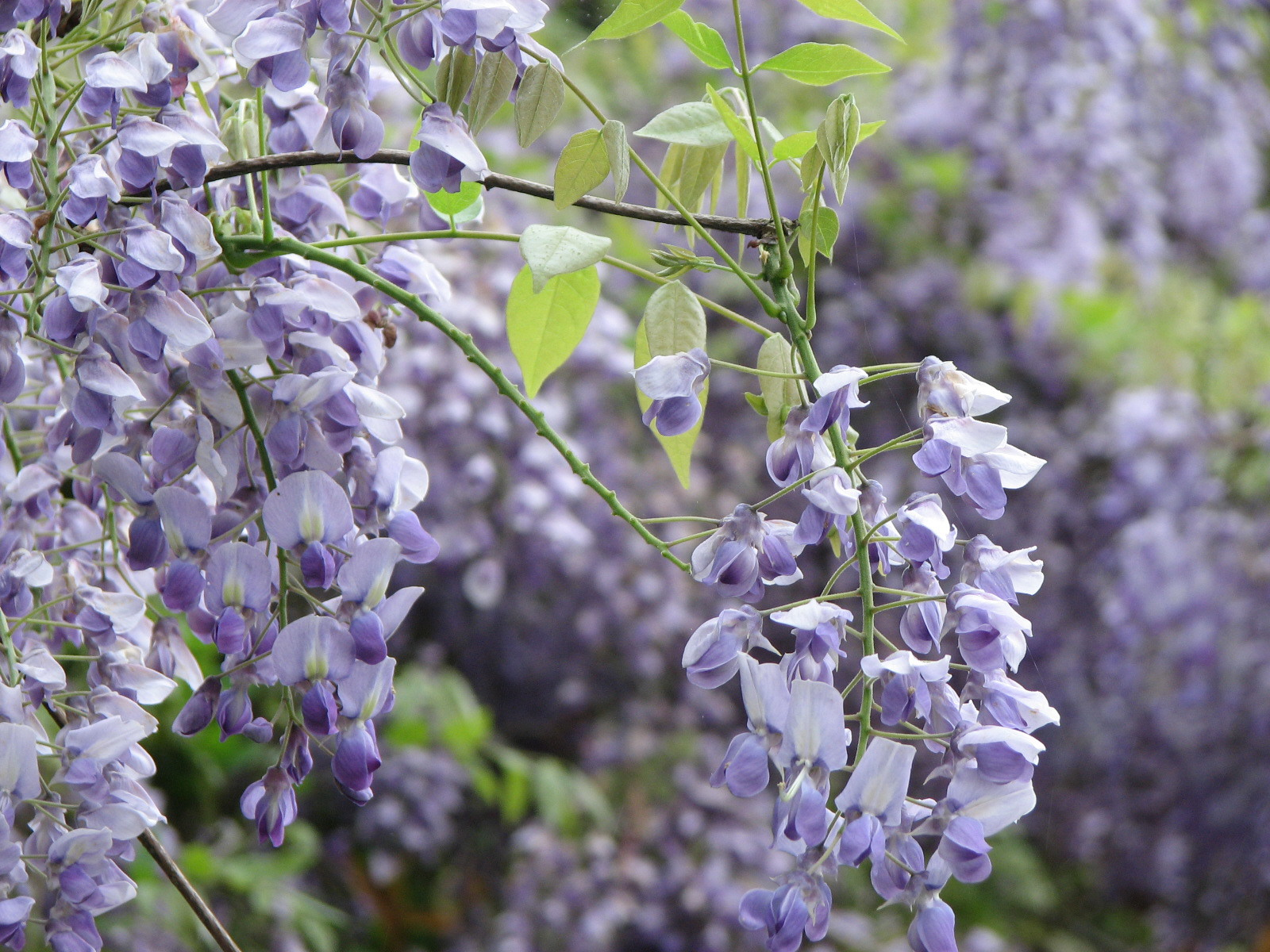
Wisteria brachybotrys

- Wisteria brachybotrys Showa Beni: varietà a fiori rosa, dal profumo poco intenso.

I sinonimi di questa Wisteria sono: W. brachybotrys ‘Aka Capitan’, W. brachybotrys ‘Akebono’, W. brachybotrys  ‘Alborosea’.
- Wisteria brachybotrys Iko Yama Fuji: varietà dai fiori viola.
- Wisteria brachybotrys Golden Dragon: cultivar dai fiori blu lavanda, molto profumati, con le foglie giovani di colore giallo.[3]